# Afresh wish
『afresh wish』（アフレッシュ・ウィッシュ）はthe★tambourinesの7枚目のシングル。

## 内容
TBS系『さんまのSUPERからくりTV』エンディングテーマで、2枚目のアルバム「dizzy season」先行シングル。なお、ゴールデンタイムのタイアップは当楽曲だけである。

## 収録曲
1. afresh wish
作詞：松永安未　作曲・編曲：徳永暁人
2. dive tot he sky
作詞・作曲：松永安未　編曲：大賀好修
3. afresh wish -inst.-
4. dive to the sky -inst.-

## レコーディング参加
- 徳永暁人 - ギター
- 大賀好修 - ギター
- 宇徳敬子 - コーラス